# Héroes de Zaci
Héroes de Zaci FC ist ein mexikanischer Fußballverein, der 2015 in Valladolid, Yucatán, gegründet wurde, 2018 nach Mexiko-Stadt verzog und seit August 2020 in Acámbaro, Guanajuato, beheimatet ist.

## Geschichte
Obwohl erst 2015 gegründet, hat der Verein bereits eine sehr wechselvolle Geschichte hinter sich. Ins Leben gerufen wurde er in der im mexikanischen Bundesstaat  Yucatán gelegenen Stadt Valladolid. Die hiesige Region ist eine langjährige Heimat der zur Maya-Kultur gehörenden indigenen Volksgruppe der Zaci (auch Zaqui bzw. in der indigenen Sprache Zac li), nach der der Verein benannt wurde.
Nach zwei Spielzeiten (2015/16 und 2016/17), die die Mannschaft in der Tercera División verbracht hatte, setzte sie den Ligaspielbetrieb aufgrund des unzureichenden Zustandes ihrer Wirkungsstätte für die Saison 2017/18 aus und verzog schließlich nach Mexiko-Stadt, wo sie in der Saison 2018/19 erneut an den Spielen der Tercera División teilnahm und dabei unter anderem den in der Nähe der von den Linien 4 und 9 bedienten U-Bahn-Station Jamaica gelegenen Sportplatz des Vereins Deportivo Lázaro Cárdenas als Heimspielstätte nutzte.
An ihrer neuen Wirkungsstätte erreichte die Mannschaft auf Anhieb die Finalspiele der Tercera División und sicherte sich somit den Aufstieg in die Liga Premier. Weil sie jedoch keine für diese Liga zugelassene Sportstätte vorweisen konnte, durfte die Mannschaft ihren Aufstieg nicht sofort wahrnehmen und ließ den Spielbetrieb in der Saison 2019/20 erneut ruhen. 
Für die Saison 2020/21 ist der inzwischen dem Yalmakan FC angegliederte Verein für die Gruppe 2 der Liga Premier (Serie A) gemeldet und wird seine Heimspiele im Estadio Fray Salvador Rangel Mendoza von Acámbaro (Bundesstaat Guanajuato) austragen, das etwa 4000 Besucher aufnehmen kann.